# باتريك هانان
باتريك هانان (بالإنجليزية: Patrick Hannan)‏ هو صحفي ومذيع وكاتب بريطاني، ولد في 26 سبتمبر 1941 في Aberaman ‏ في المملكة المتحدة، وتوفي في 11 أكتوبر 2009.